# Білозірська сільська рада (Вітовський район)
Білозірська сільська́ ра́да — адміністративно-територіальна одиниця та орган місцевого самоврядування у Вітовському районі Миколаївської області. Адміністративний центр — село Білозірка.
11 серпня 1960 р. Бармашівська сільська рада Баштанського р-ну передана до складу Жовтневого р-ну.

## Загальні відомості
- Населення ради: 1 757 осіб (станом на 2001 рік)

## Населені пункти
Сільській раді були підпорядковані населені пункти:
- с. Білозірка

## Склад ради
Рада складалася з 16 депутатів та голови.
- Голова ради: Розсоха Сергій Сергійович
- Секретар ради: Грищенко Надія Броніславівна

### Керівний склад попередніх скликань
| Прізвище, ім'я, по батькові | Основні відомості                                                         | Дата обрання | Дата звільнення |
| --------------------------- | ------------------------------------------------------------------------- | ------------ | --------------- |
| Розсоха Сергій Сергійович   | Сільський голова, 1957 року народження, освіта вища, член Партії регіонів | 26.03.2006   | 31.10.2010      |
| Розсоха Сергій Сергійович   | Сільський голова, 1957 року народження, освіта вища, член Партії регіонів | 31.10.2010   |                 |

Примітка: таблиця складена за даними сайту Верховної Ради України

### Депутати
За результатами місцевих виборів 2010 року депутатами ради стали:

#### За суб'єктами висування
| Суб'єкт висування | Кількість обраних депутатів | %    |
| ----------------- | --------------------------- | ---- |
| Партія регіонів   | 14                          | 87,5 |
| Самовисування     | 2                           | 12,5 |

#### За округами
| № округу        | Прізвище, ім'я, по батькові   | Дата визнання обраним | Освіта             | Партійна приналежність | Відомості про обраного депутата                         |
| --------------- | ----------------------------- | --------------------- | ------------------ | ---------------------- | ------------------------------------------------------- |
| Партія регіонів |                               |                       |                    |                        |                                                         |
| 1               | Хоменюк Василь Сергійович     | 01.11.2010            | середня            | член Партії регіонів   | Бармашівський БК, директор                              |
| 3               | Макасєєва Людмила Михайлівна  | 01.11.2010            | середня спеціальна | член Партії регіонів   | Бармашівська сільська рада, головний бухг               |
| 4               | Капелюш Лариса Іллівна        | 01.11.2010            | середня спеціальна | член Партії регіонів   | Жовтневий РЕМ, контролер                                |
| 5               | Грищенко Надія Броніславівна  | 01.11.2010            | вища               | позапартійна           | Бармашівська сільська рада, секретар                    |
| 6               | Мерзла Антоніна Степанівна    | 01.11.2010            | середня спеціальна | член Партії регіонів   | Бармашівський ЖКП"Живчик", оператор                     |
| 8               | Холодулькін Віктор Іванович   | 01.11.2010            | вища               | член Партії регіонів   | Фермерське господарство «Левада», голова                |
| 9               | Троян Іван Вікторович         | 01.11.2010            | середня            | член Партії регіонів   | тимчасово не працює                                     |
| 10              | Лакутін Сергій Анатолійович   | 01.11.2010            | середня спеціальна | член Партії регіонів   | тимчасово не працює                                     |
| 11              | Величко Петро Іванович        | 01.11.2010            | середня спеціальна | член Партії регіонів   | Одноосібник                                             |
| 12              | Секрет Ірина Дмитрівна        | 01.11.2010            | середня спеціальна | член Партії регіонів   | Бармашівський дошкільний навчальний заклад, завідувачка |
| 13              | Мохленко Олена Михайлівна     | 01.11.2010            | середня спеціальна | член Партії регіонів   | Бармашівське ЖКП «Живчик», касир                        |
| 14              | Дахновська Наталя Миколаївна  | 01.11.2010            | середня спеціальна | член Партії регіонів   | Бармашівське ЖКП «Живчик», головний бухгалтер           |
| 15              | Зосімова Валентина Олексіївна | 01.11.2010            | середня спеціальна | член Партії регіонів   | Одноосібник                                             |
| 16              | Сушко Олександр Володимирович | 01.11.2010            | вища               | позапартійний          | приватний підприємець                                   |
| Самовисування   |                               |                       |                    |                        |                                                         |
| 2               | Ментеш Ія Анатоліївна         | 01.11.2010            | вища               | позапартійна           | Бармашівський БК, худ рук                               |
| 7               | Красницька Галина Дмитрівна   | 01.11.2010            | середня спеціальна | позапартійна           | тимчасово не працює                                     |

## Населення
Згідно з переписом УРСР 1989 року чисельність наявного населення сільської ради становила 1928 осіб, з яких 862 чоловіки та 1066 жінок.
За переписом населення України 2001 року в сільській раді мешкало 1755 осіб.

### Мова
Розподіл населення за рідною мовою за даними перепису 2001 року:
| Мова       | Відсоток |
| ---------- | -------- |
| російська  | 52,19 %  |
| українська | 47,47 %  |
| молдовська | 0,17 %   |
| білоруська | 0,11 %   |
| румунська  | 0,06 %   |